# Мокушино (Скоробогатовська сільрада)
Мокушино (рос. Мокушино) — присілок в Ковернинському районі Нижньогородської області Російської Федерації.
Населення становить 7 осіб. Входить до складу муніципального утворення Скоробогатовська сільрада.

## Історія
Від 2009 року входить до складу муніципального утворення Скоробогатовська сільрада.

## Населення
| 2002 | 2010 |
| ---- | ---- |
| 26   | ↘7   |